# Louis Marchal (architecte)
Pour les articles homonymes, voir Louis Marchal et Marchal.
Louis Marchal (1871-1954) est un architecte français du mouvement Art nouveau.

## Biographie
Il a entre autres réalisé avec Émile Toussaint la Chambre de commerce et d'industrie de Meurthe-et-Moselle, à Nancy.
Il est aussi l'architecte de l'atelier d'Auguste Alleaume, situé Rue du Dôme à Laval, qui est actuellement un complexe sportif.

## Réalisations
- Chambre de commerce et d'industrie de Meurthe-et-Moselle [2] à Nancy, classée monuments historiques

édifice construit par Louis Marchal: la CCI de Meurthe-et-Moselle
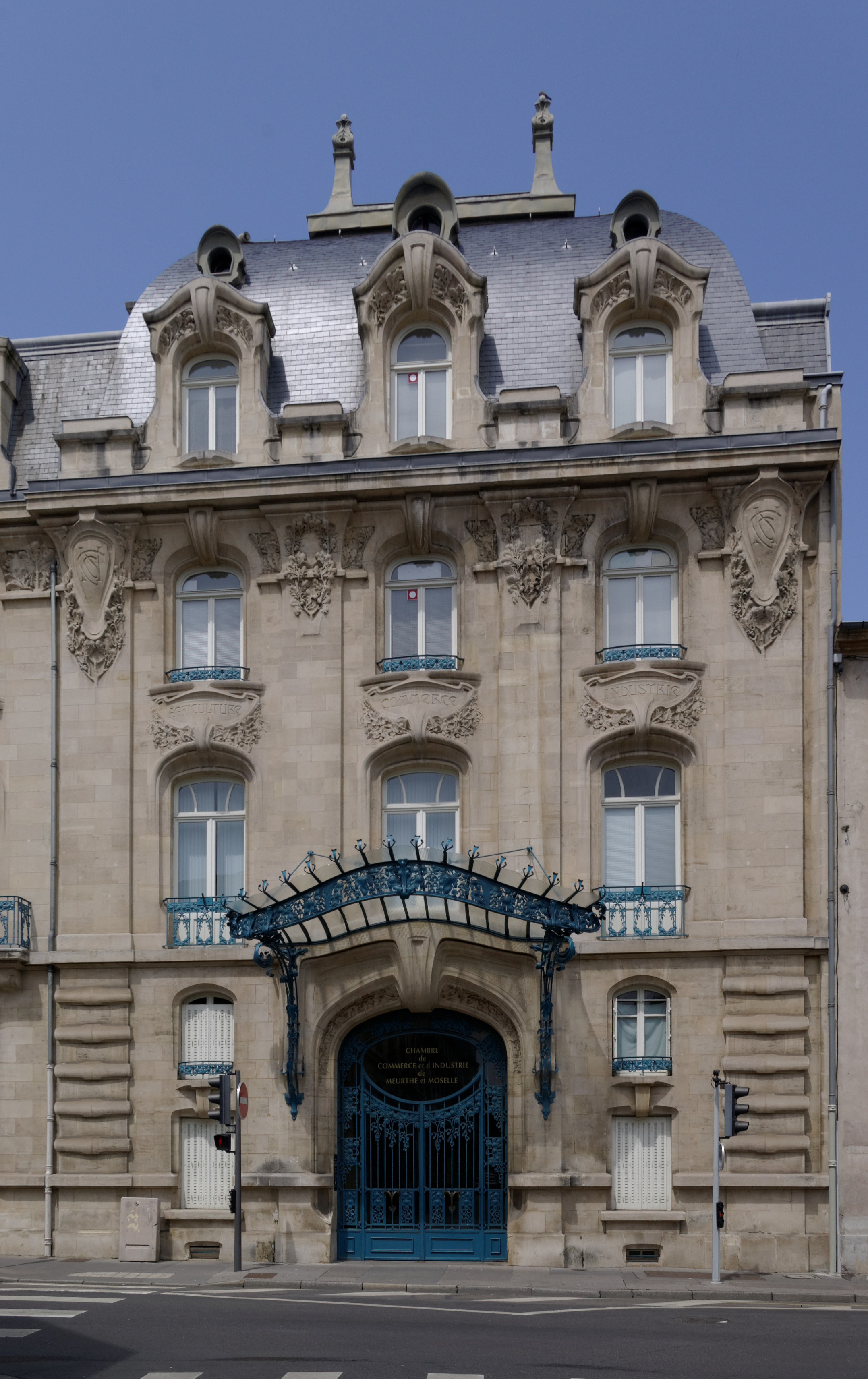
Façade sur la rue Poincaré
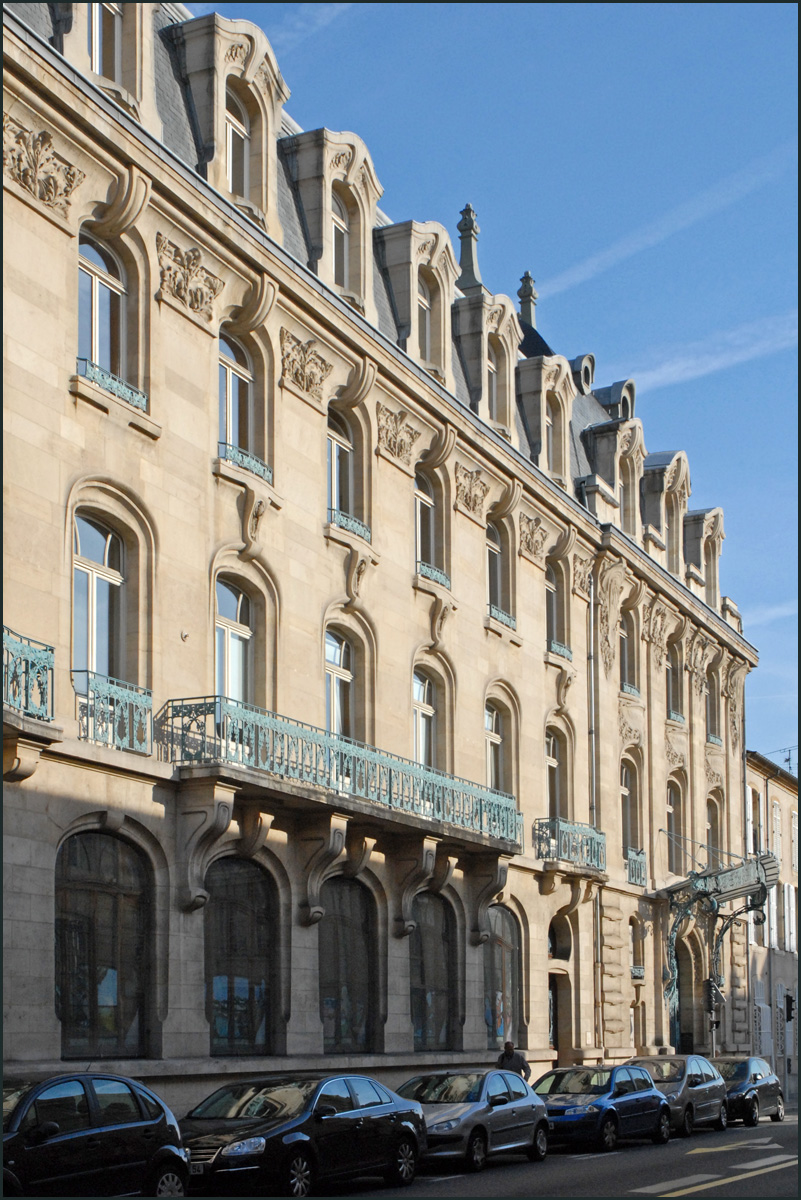
Façade sur la rue Poincaré
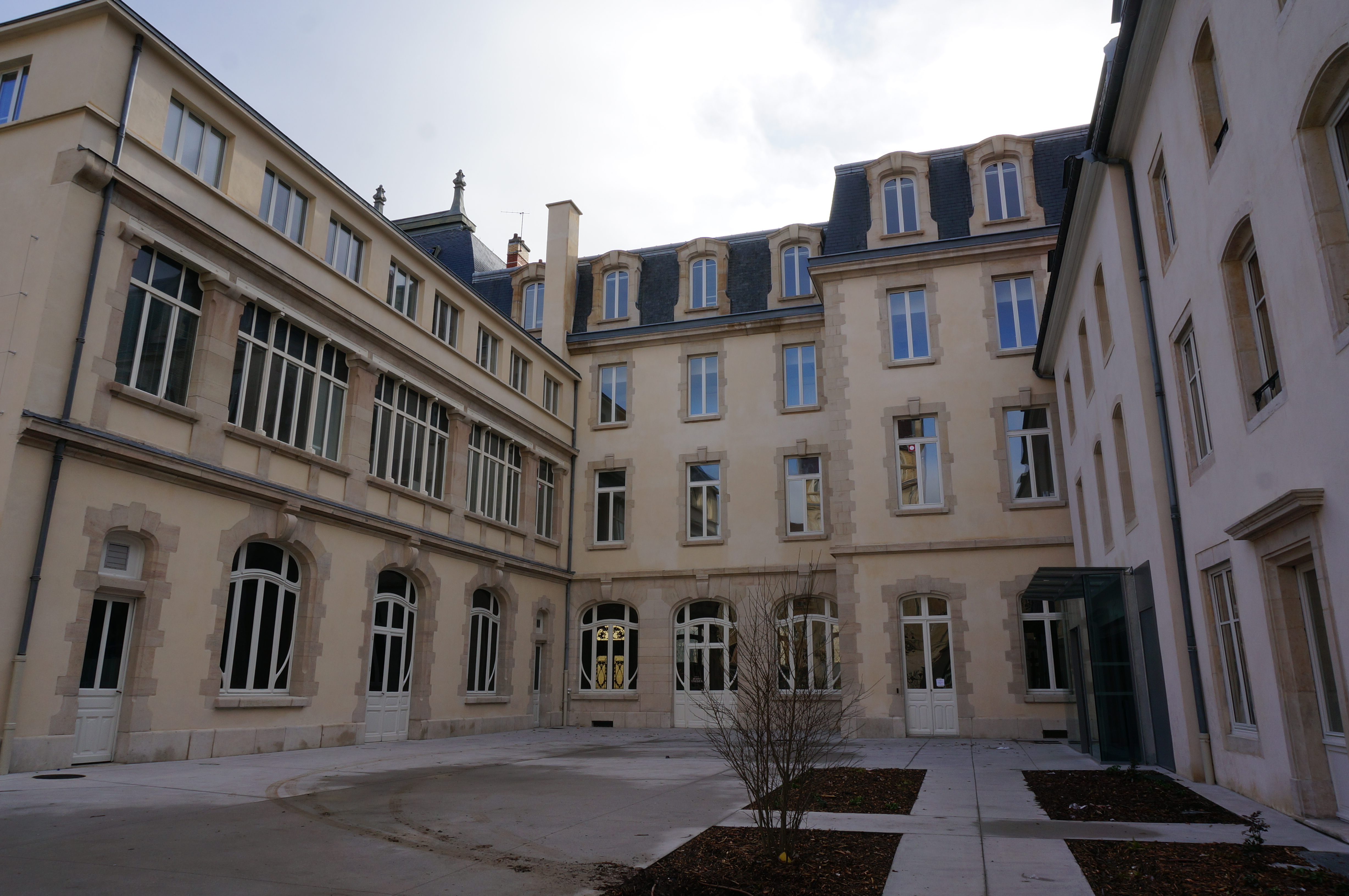
Cour sur la rue Stanislas
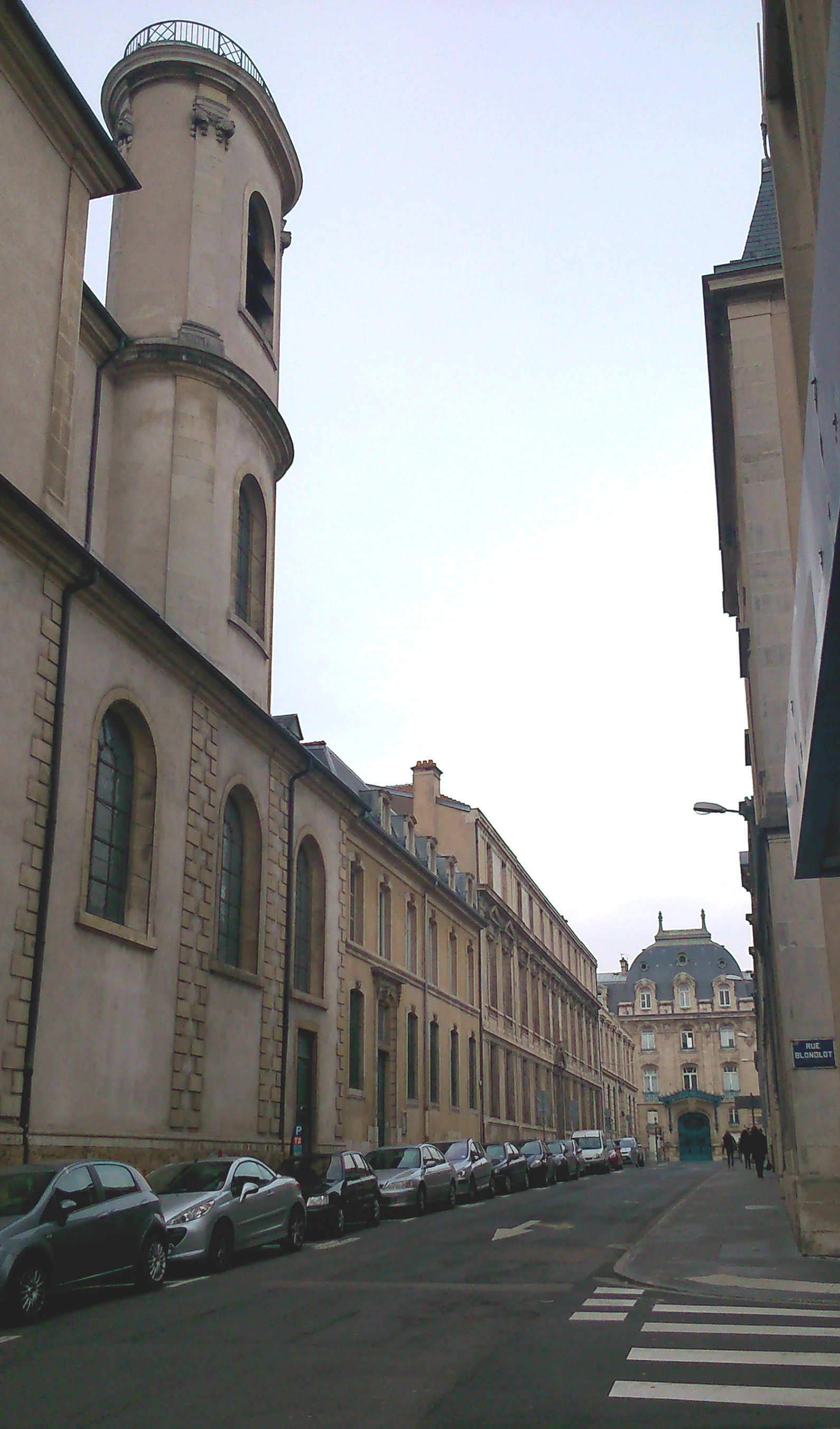
Façade vu depuis la rue Chanzy